# Aptychopsis pyrrophylla
Aptychopsis pyrrophylla là một loài Rêu trong họ Sematophyllaceae. Loài này được (Müll. Hal.) Wijk & Margad. mô tả khoa học đầu tiên năm 1959.